# 神学校および聖職への受けいれにおける、同性愛傾向を有する人物の召命を吟味するための基準に関する手引き
『神学校および聖職への受けいれにおける、同性愛傾向を有する人物の召命を吟味するための基準に関する手引き』（英: Instruction Concerning the Criteria for the Discernment of Vocations with Regard to Persons with Homosexual Tendencies in View of Their Admission to the Seminary and to Holy Orders〈原題直訳〉）は、2005年11月にカトリック教会ローマ教皇庁の最高指導部の一つである教理省（Congregation for Catholic Education）が発表した文書である。

## 内容
内容は道徳的な教えではなく、同性愛者の神学校や聖職への受けいれを禁じるため注意を促すものである。制限は同性愛に限定されており、小児性愛者に関して特に区分なく言及する一方で、異性愛者の不貞などには触れていない。
実際の起草は刊行に10年遡るが、この文書は20世紀末から21世紀にかけて漸次発覚した、アメリカ合衆国やオーストリア等でのカトリック教会聖職者による一連の性的虐待事件に対する、カトリック教会の公式の返答であると見なされている。
その没年となった2005年、アメリカ、オーストリア、アイルランドなどでの性的スキャンダルの発覚を重く見た教皇ヨハネ・パウロ2世は、教理省に宛てて次のような通達を行なっていた。

## 反応
この文書は同性愛と小児性愛を関連づけているとして批判されている。また、文書は同性愛のうち根の深いものと過渡的なものを峻別することを説いているが、これが具体的にどのように行なわれるかについても疑問が呈されており、実際上は虐待を行なった者とそうでない者という区別なのではないかと見られている。
一方でベルギーの司教らは、神学校と聖職への受けいれ候補者に対する規制について、あらゆる性的指向について同様の禁忌を課すと述べている。またニューヨーク大司教ティモシー・ドラン（Timothy Dolan）は、バチカンの指導は「ゲイを排除するポリシーではない」と述べ、同性愛者についても、ゲイのサブカルチャーに影響されず、独身を守る限り容認されるとしている。